# 7346 Boulanger
7346 Boulanger eller 1993 DQ2 är en asteroid i huvudbältet som upptäcktes den 20 februari 1993 av den belgiske astronomen Eric W. Elst vid CERGA-observatoriet. Den är uppkallad efter den franske filosofen Nicolas Antoine Boulanger.
Asteroiden har en diameter på ungefär 7 kilometer och den tillhör asteroidgruppen Koronis.